# Escuelas Públicas de Seattle

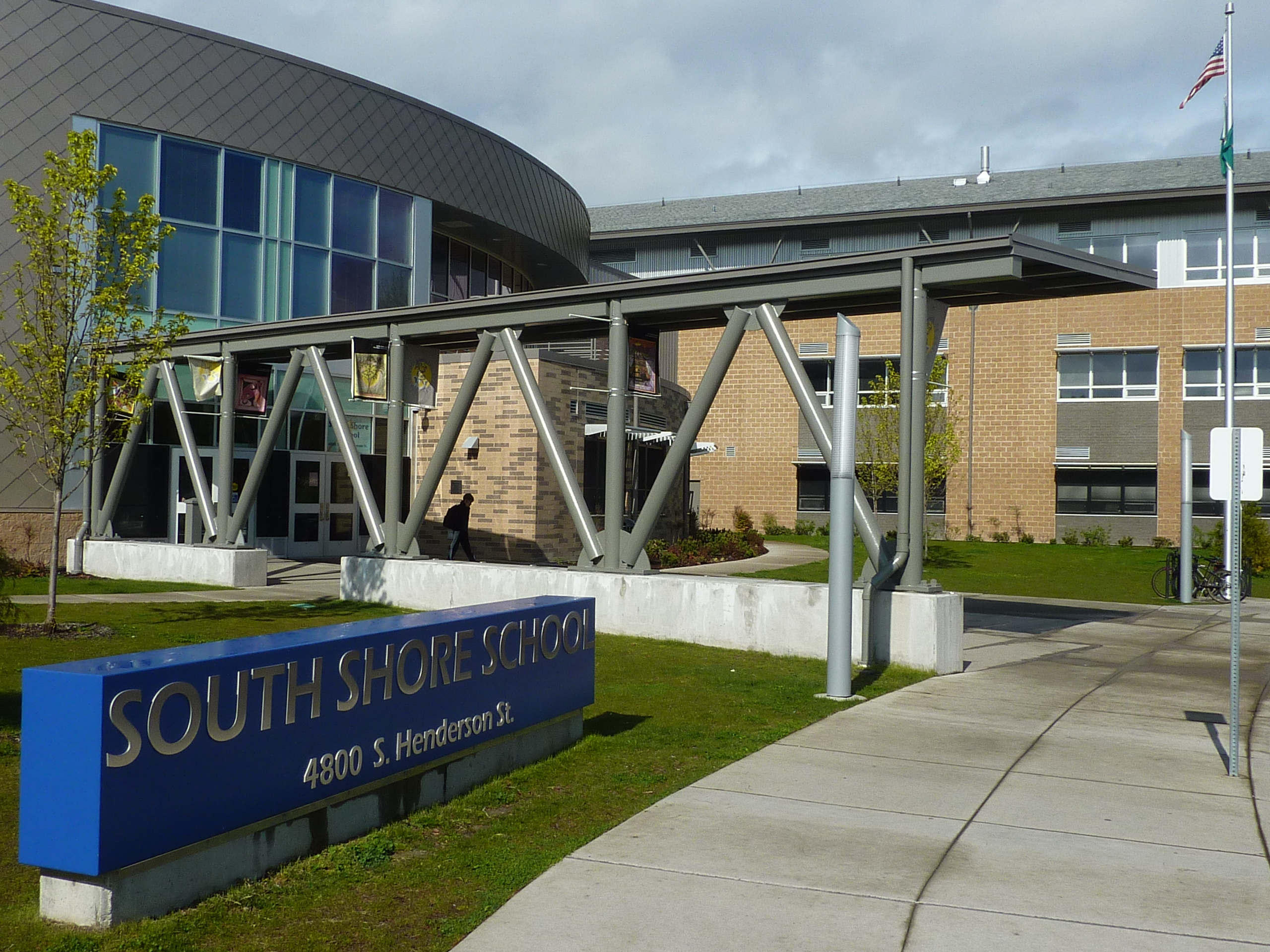
Escuela South Shore, Seattle, WA, EE. UU. Entrada principal orientada hacia la calle S. Henderson hacia el sur. Escuela primaria y secundaria terminada en 2009.

Las Escuelas Públicas de Seattle (Seattle Public Schools en inglés) es el distrito escolar más grande del estado de Washington, Estados Unidos. Tiene su sede en el John Stanford Center for Educational Excellence en Seattle.
El distrito tiene escuelas en Seattle.

## Escuelas

### Escuelas secundarias
- Ballard High School
- The Center School
- Chief Sealth High School
- Grover Cleveland High School
- Benjamin Franklin High School
- James A. Garfield High School
- Ingraham High School
- Nathan Hale High School
- The Nova Project
- Roosevelt High School
- Rainier Beach High School
- West Seattle High School